# Joseph Deiss
Joseph Deiss (Friburgo, 18 gennaio 1946) è un economista e politico svizzero, esponente del Partito Popolare Democratico.
È stato membro del Consiglio federale dal 1999 al 2006 e Presidente della Confederazione svizzera nel 2004. Nel 2010 è stato presidente dell'Assemblea generale delle Nazioni unite.

## Biografia
Deiss conseguì un dottorato in scienze economiche e sociali nel 1971 e in seguito svolse delle ricerche al King's College dell'Università di Cambridge. Nel 1973 cominciò ad insegnare economia politica all'Università di Friburgo, dove rimase fino al 1977. Nel 1983 fu nominato professore straordinario e nel 1984 professore ordinario di economia politica e di politica economica. È stato preside della Facoltà di scienze economiche e sociali dal 1996 al 1998.
Deiss è sposato e ha tre figli.

### Carriera politica
Deiss è membro del Partito Popolare Democratico. Tra il 1981 e il 1991 fu deputato al Gran Consiglio friborghese, di cui divenne presidente nel 1991. Tra il 1982 e il 1996 fu sindaco di Barberêche, suo comune di origine.
Deiss fece parte del Consiglio nazionale dal 1991 al 1999. Fu nominato "mister prezzi" tra il 1993 e il 1996, e fu vicepresidente della Commissione di politica estera tra il 1995 e il 1996. Nel 1996 Deiss fu nominato presidente della Commissione per la revisione totale della Costituzione federale, che fu adottata il 18 aprile 1999.

#### Membro del Consiglio federale
L'11 marzo 1999 Deiss fu eletto membro del Consiglio federale. Vinse la votazione per una sola preferenza di vantaggio sul rivale del PPD Peter Hess. Il 1º maggio 1999 fu nominato ministro degli esteri. Durante il suo mandato la Svizzera aderì all'ONU il 10 settembre 2002.
Nel 2003 Deiss fu rieletto membro del Consiglio federale, anche se il suo partito perse un seggio. Il 1º gennaio 2003 assume l'incarico di ministro dell'economia. Dovette confrontarsi con la debole crescita economica, l'aumento della disoccupazione - specialmente dei giovani - e con il mutamento dell'agricoltura svizzera. Difese con successo l'estensione degli accordi bilaterali tra Svizzera e Unione europea sulla libera circolazione delle persone ai 10 nuovi stati membri dell'UE. Cercò anche di concludere un accordo di libero scambio con gli Stati Uniti.
Nel 2004 Deiss fu nominato Presidente della Confederazione Elvetica. Si dimise dal Consiglio federale il 14 giugno 2006.
Nel 2010 Deiss fu eletto presidente della sessione annuale dell'Assemblea Generale delle Nazioni Unite.